# Lijst van Stolpersteine in Oss

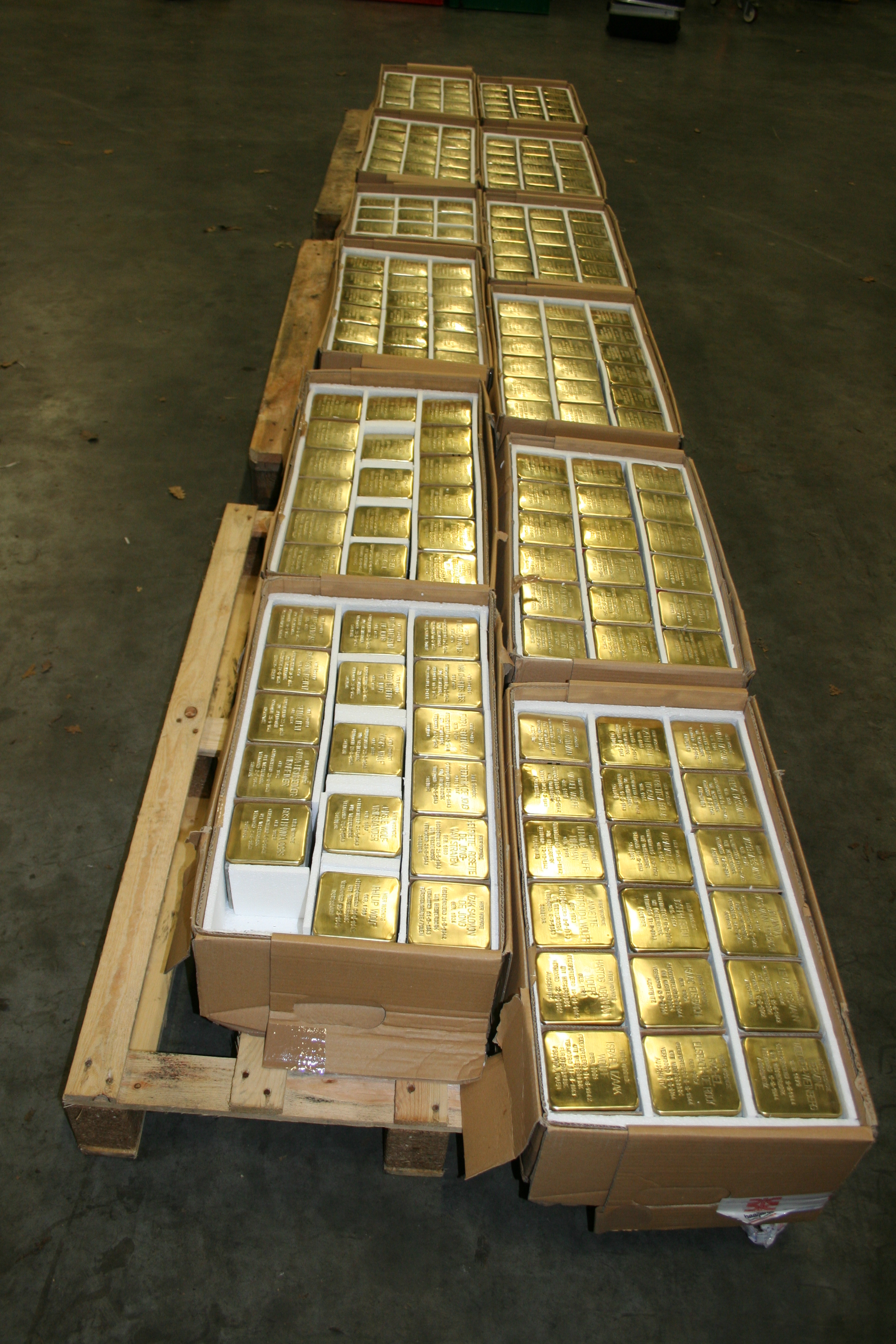
207 Stolpersteine voor plaatsing

De lijst van Stolpersteine in Oss geeft een overzicht van de gedenkstenen die in de gemeente Oss in de Nederlandse provincie Noord-Brabant zijn geplaatst in het kader van het Stolpersteine-project van de Duitse beeldhouwer-kunstenaar Gunter Demnig.
Stolpersteine zijn opgedragen aan slachtoffers van het nationaalsocialisme, al diegenen die zijn vervolgd, gedeporteerd, vermoord, gedwongen te emigreren of tot zelfmoord gedreven door het nazi-regime. Demnig legt voor elk slachtoffer een aparte steen, meestal voor de laatste zelfgekozen woning.
Omdat het Stolpersteine-project doorloopt, kan deze lijst onvolledig zijn.

## Stolpersteine
In de gemeente Oss liggen 271 Stolpersteine: zes in Geffen en 265 in Oss.

### Geffen
In Geffen liggen zes Stolpersteine op een adres.
| Afbeelding        | Inscriptie | Adres                     | Herdachte persoon                    |
| ----------------- | --- | ------------------------- | ------------------------------------ |
| Meer afbeeldingen | HIER WOONDE BENJAMIN VAN DIJK GEB. 1892 GEDEPORTEERD 25.5.1943 UIT WESTERBORK VERMOORD 28.5.1943 SOBIBOR        | Dorpstraat 26 Kaart (OSM) | Benjamin van Dijk (1892–1943)        |
| Meer afbeeldingen | HIER WOONDE ELISABETH VAN DIJK GEB. 1859 GEDEPORTEERD 13.4.1943 UIT WESTERBORK VERMOORD 16.4.1943 SOBIBOR       | Dorpstraat 26 Kaart (OSM) | Elisabeth van Dijk (1859–1943)       |
| Meer afbeeldingen | HIER WOONDE HETTY VAN DIJK GEB. 1928 GEDEPORTEERD 25.5.1943 UIT WESTERBORK VERMOORD 28.5.1943 SOBIBOR           | Dorpstraat 26 Kaart (OSM) | Hetty van Dijk (1928–1943)           |
| Meer afbeeldingen | HIER WOONDE SALLY VAN DIJK GEB. 1934 GEDEPORTEERD 25.5.1943 UIT WESTERBORK VERMOORD 28.5.1943 SOBIBOR           | Dorpstraat 26 Kaart (OSM) | Sally van Dijk (1934–1943)           |
| Meer afbeeldingen | HIER WOONDE BETJE VAN DIJK-DE VRIES GEB. 1934 GEDEPORTEERD 25.5.1943 UIT WESTERBORK VERMOORD 28.5.1943 SOBIBOR  | Dorpstraat 26 Kaart (OSM) | Betje van Dijk-de Vries (1934–1943)  |
| Meer afbeeldingen | HIER WOONDE HESTER DE VRIES-VAN DIJK GEB. 1854 GEDEPORTEERD 13.4.1943 UIT WESTERBORK VERMOORD 16.4.1943 SOBIBOR | Dorpstraat 26 Kaart (OSM) | Hester de Vries-van Dijk (1854–1943) |

### Oss
In Oss liggen 265 Stolpersteine op 72 adressen.
| Afbeelding         | Inscriptie | Adres                                                     | Herdachte persoon                                       |
| ------------------ | --- | --------------------------------------------------------- | ------------------------------------------------------- |
| Meer afbeeldingen  | HIER WOONDE SZIJJA FROIN ALTSZULER GEB. 1894 GEDEPORTEERD 31-8-1942 UIT WESTERBORK VERMOORD 11-3-1943 FÜRSTENGRUBE/POLEN                             | Rozenstraat 29                                            | Szijja Froin Altszuler (1894–1943)                      |
| Meer afbeeldingen  | HIER WOONDE HELENA ANDRIESSE- DE WOLF GEB. 1902 GEDEPORTEERD 9.10.1942 UIT WESTERBORK VERMOORD 12.10.1942 AUSCHWITZ                                  | Dr. Hermanslaan 22                                        | Helena Andriesse-de Wolf (1902–1942)                    |
| Meer afbeeldingen  | HIER WOONDE ARNOLD ANDRIESSE GEB. 1899 GEDEPORTEERD 9.10.1942 UIT WESTERBORK VERMOORD 31.1.1943 AUSCHWITZ                                            | Dr. Hermanslaan 22                                        | Arnold Andriesse (1899–1943)                            |
| Meer afbeeldingen  | HIER WOONDE ELISABETH ANDRIESSE GEB. 1930 GEDEPORTEERD 9.10.1942 UIT WESTERBORK VERMOORD 12.10.1942 AUSCHWITZ                                        | Dr. Hermanslaan 22                                        | Elisabeth Andriesse (1930–1942)                         |
| Meer afbeeldingen  | HIER WOONDE HENRI BERNARD ANDRIESSE GEB. 1927 GEDEPORTEERD 31.8.1942 UIT WESTERBORK VERMOORD 3.9.1942 AUSCHWITZ                                      | Dr. Hermanslaan 7                                         | Henri Bernard Andriesse (1927–1942)                     |
| Meer afbeeldingen  | HIER WOONDE HENRI ANDRIESSE GEB. 1938 GEDEPORTEERD 9.10.1942 UIT WESTERBORK VERMOORD 12.10.1942 AUSCHWITZ                                            | Dr. Hermanslaan 22                                        | Henri Andriesse (1938–1942)                             |
| Meer afbeeldingen  | HIER WOONDE IRMA ANDRIESSE GEB. 1941 GEDEPORTEERD 9.10.1942 UIT WESTERBORK VERMOORD 12.10.1942 AUSCHWITZ                                             | Dr. Hermanslaan 22                                        | Irma Andriesse (1941–1942)                              |
| Meer afbeeldingen  | HIER WOONDE MATHILDE ANDRIESSE GEB. 1933 GEDEPORTEERD 9.10.1942 UIT WESTERBORK VERMOORD 12.10.1942 AUSCHWITZ                                         | Dr. Hermanslaan 22                                        | Mathilde Andriesse (1933–1942)                          |
| Meer afbeeldingen  | HIER WOONDE MEIJER ANDRIESSE GEB. 1925 GEDEPORTEERD 1.6.1943 UIT WESTERBORK VERMOORD 4.6.1943 SOBIBOR                                                | Dr. Hermanslaan 7                                         | Meijer Andriesse (1925–1943)                            |
| Meer afbeeldingen  | HIER WOONDE LEENTJE DEN AREND- VAN VLIES GEB. 1870 GEDEPORTEERD 11-5-1943 UIT WESTERBORK VERMOORD 14-5-1943 SOBIBOR                                  | Walstraat 30                                              | Leentje den Arend-van Vlies (1870–1943)                 |
| Meer afbeeldingen  | HIER WOONDE CORNELIA VAN BAAREN- COLTHOF GEB. 1878 GEDEPORTEERD 20.4.1943 UIT WESTERBORK VERMOORD 23.4.1943 SOBIBOR                                  | Dr. Hermanslaan 16                                        | Cornelia van Baaren-Colthof (1878–1943)                 |
| Meer afbeeldingen  | HIER WOONDE HERMAN VAN BEEK GEB. 1908 GEDEPORTEERD 9-2-1943 UIT WESTERBORK VERMOORD 30-4-1943 AUSCHWITZ                                              | Floraliastraat 23                                         | Herman van Beek (1908–1943)                             |
| Meer afbeeldingen  | HIER WOONDE SYBILLA VAN BEEK- DE WIJZE GEB. 1919 GEDEPORTEERD 9-2-1943 UIT WESTERBORK VERMOORD 12-2-1943 AUSCHWITZ                                   | Floraliastraat 23                                         | Sybilla van Beek-de Wijze (1919–1943)                   |
| Meer afbeeldingen  | HIER WOONDE ABRAHAM BEEM GEB. 1929 GEDEPORTEERD 8-6-1943 UIT WESTERBORK VERMOORD 11-6-1943 SOBIBOR                                                   | Kerkstraat 11                                             | Abraham Beem (1929–1943)                                |
| Meer afbeeldingen  | HIER WOONDE EDUARD BEEM GEB. 1882 GEDEPORTEERD 27-4-1943 UIT WESTERBORK VERMOORD 30-4-1943 SOBIBOR                                                   | Boterstraat 6                                             | Eduard Beem (1882–1943)                                 |
| Meer afbeeldingen  | HIER WOONDE HENRIETTE A. BEEM- TONCMAN GEB. 1906 GEDEPORTEERD 8-6-1943 UIT WESTERBORK VERMOORD 11-6-1943 SOBIBOR                                     | Kerkstraat 11                                             | Henriette A. Beem-Toncman (1906–1943)                   |
| Meer afbeeldingen  | HIER WOONDE JOSEPH BEEM GEB. 1934 GEDEPORTEERD 8-6-1943 UIT WESTERBORK VERMOORD 11-6-1943 SOBIBOR                                                    | Kerkstraat 11                                             | Joseph Beem (1934–1943)                                 |
| Meer afbeeldingen  | HIER WOONDE JOZEPH BEEM GEB. 1899 GEDEPORTEERD 6-7-1943 UIT WESTERBORK VERMOORD 9-7-1943 SOBIBOR                                                     | Kerkstraat 11                                             | Jozeph Beem (1899–1943)                                 |
| Meer afbeeldingen  | HIER WOONDE ROSA BEEM-KOHN GEB. 1882 GEDEPORTEERD 27-4-1943 UIT WESTERBORK VERMOORD 30-4-1943 SOBIBOR                                                | Boterstraat 6                                             | Rosa Beem-Kohn (1882–1943)                              |
| Meer afbeeldingen  | HIER WOONDE HENRIËTTE DE BEER- VAN DER GIESSEN WEDUWE VAN H.K. ANDRIESSE GEB. 1902 GEDEPORTEERD 31.8.1942 UIT WESTERBORK VERMOORD 3.9.1942 AUSCHWITZ | Dr. Hermanslaan 7                                         | Henriëtte Elisabeth de Beer-van der Giessen (1902–1942) |
| Meer afbeeldingen  | HIER WOONDE LEVIE DE BEER GEB. 1882 GEDEPORTEERD 31.8.1942 UIT WESTERBORK VERMOORD 3.9.1942 AUSCHWITZ                                                | Dr. Hermanslaan 7                                         | Levie de Beer (1882–1942)                               |
| Meer afbeeldingen  | HIER WOONDE EMILIE BLANCKE- KOOPMANN GEB. 1885 GEDEPORTEERD 20-7-1943 UIT WESTERBORK VERMOORD 23-7-1943 SOBIBOR                                      | Walstraat 38                                              | Emilie Blancke-Koopmann (1885–1943)                     |
| Meer afbeeldingen  | HIER WAS ONDERGEDOKEN ANDRIES 'DRIESJE' BEHR GEB. 1939 GEDEPORTEERD 11-1-1943 UIT WESTERBORK VERMOORD 14-1-1943 AUSCHWITZ                            | Eikenboomgaard 2                                          | Andries Behr (1939–1943), drie jaar oud                 |
| Meer afbeeldingen  | HIER WOONDE MAX BLANCKE GEB. 1878 GEDEPORTEERD 20-7-1943 UIT WESTERBORK VERMOORD 23-7-1943 SOBIBOR                                                   | Walstraat 38                                              | Max Blancke (1878–1943)                                 |
| Meer afbeeldingen  | HIER WOONDE ISAAC COHEN GEB. 1926 GEDEPORTEERD 13-4-1943 UIT WESTERBORK VERMOORD 16-4-1943 SOBIBOR                                                   | Walstraat 7                                               | Isaac Cohen (1926–1943)                                 |
| Meer afbeeldingen  | HIER WOONDE FRANCINA COHEN-VAN DIJK GEB. 1884 GEDEPORTEERD 26-10-1942 UIT WESTERBORK VERMOORD 29-10-1942 AUSCHWITZ                                   | Walstraat 7                                               | Francina Cohen-Van Dijk (1884–1942)                     |
| Meer afbeeldingen  | HIER WOONDE ISIDOOR COHEN GEB. 1901 GEDEPORTEERD 16-10-1942 UIT WESTERBORK VERMOORD 30-11-1943 AUSCHWITZ                                             | Katwijkstraat 24                                          | Isidoor Cohen (1901–1943)                               |
| Meer afbeeldingen  | HIER WOONDE JACOB COHEN GEB. 1925 GEDEPORTEERD 8-2-1944 UIT WESTERBORK VERMOORD 30-6-1944 MIDDEN-EUROPA                                              | Walstraat 7                                               | Jacob Cohen (1925–1944)                                 |
| Meer afbeeldingen  | HIER WOONDE JOSEPH COHEN GEB. 1892 GEDEPORTEERD 26-10-1942 UIT WESTERBORK VERMOORD 28-2-1943 AUSCHWITZ                                               | Walstraat 7                                               | Joseph Cohen (1892–1943)                                |
| Meer afbeeldingen  | HIER WOONDE AARON COLTHOF GEB. 1874 GEDEPORTEERD 11.5.1943 UIT WESTERBORK VERMOORD 14.5.1943 SOBIBOR                                                 | Dr. Hermanslaan 16                                        | Aaron Colthof (1874–1943)                               |
| Meer afbeeldingen  | HIER WOONDE CHAJJIEM COLTHOF GEB. 1942 GEINTERNEERD 1943 VUGHT OVERLEDEN 27.4.1943                                                                   | Goudmijnstraat 51                                         | Chajjiem Colthof (1942–1943)                            |
| Meer afbeeldingen  | HIER WOONDE ELLA COLTHOF GEB. 1909 GEDEPORTEERD 3.3.1944 UIT WESTERBORK VERMOORD 6.3.1944 AUSCHWITZ                                                  | Dr. Hermanslaan 16                                        | Ella Colthof (1909–1944)                                |
| Meer afbeeldingen  | HIER WOONDE ISRAEL COLTHOF GEB. 1906 GEDEPORTEERD 8.6.1943 UIT WESTERBORK VERMOORD 11.6.1943 SOBIBOR                                                 | Goudmijnstraat 51                                         | Israel Colthof (1906–1943)                              |
| Meer afbeeldingen  | HIER WOONDE JUDITH COLTHOF GEB. 1940 KINDERTRANSPORT VUGHT GEDEPORTEERD 23.7.1943 UIT WESTERBORK VERMOORD 20.7.1943 SOBIBOR                          | Goudmijnstraat 51                                         | Judith Colthof (1940–1943)                              |
| Meer afbeeldingen  | HIER WOONDE MARIANNE COLTHOF- FRANK GEB. 1909 GEDEPORTEERD 20.7.1943 UIT WESTERBORK VERMOORD 23.7.1943 SOBIBOR                                       | Goudmijnstraat 51                                         | Marianne Colthof-Frank (1909–1943)                      |
| Meer afbeeldingen  | HIER WOONDE KÁROLY GYULA DÁVID GEB. 1905 GEDEPORTEERD 17-8-1943 UIT WESTERBORK VERMOORD 17-4-1945 MAUTHAUSEN                                         | Kromstraat 2                                              | Károly Gyula Dávid (1905–1945)                          |
| Meer afbeeldingen  | HIER WOONDE GASTON LEON DIEPENDAAL GEB. 1905 GEDEPORTEERD 8-6-1943 UIT WESTERBORK VERMOORD 11-6-1943 SOBIBOR                                         | Walstraat 30                                              | Gaston Léon Diependaal (1905–1943)                      |
| Meer afbeeldingen  | HIER WOONDE HELENA DIEPENDAAL-HES GEB. 1895 GEDEPORTEERD 12-10-1942 UIT WESTERBORK VERMOORD 15-10-1942 AUSCHWITZ                                     | Floraliastraat 65                                         | Helena Diependaal-Hes (1895–1942)                       |
| Meer afbeeldingen  | HIER WOONDE HENRI JACQUES DIEPENDAAL GEB. 1929 GEDEPORTEERD 12-10-1942 UIT WESTERBORK VERMOORD 15-10-1942 AUSCHWITZ                                  | Floraliastraat 65                                         | Henri Jacques Diependaal (1929–1942)                    |
| Meer afbeeldingen  | HIER WOONDE JACQUES HENRI DIEPENDAAL GEB. 1894 GEDEPORTEERD 12-10-1942 UIT WESTERBORK VERMOORD 28-2-1943 AUSCHWITZ                                   | Floraliastraat 65                                         | Jacques Henri Diependaal (1894–1943)                    |
| Meer afbeeldingen  | HIER WOONDE JETJE DIEPENDAAL- DEN AREND GEB. 1906 GEDEPORTEERD 29-6-1943 UIT WESTERBORK VERMOORD 2-7-1943 SOBIBOR                                    | Walstraat 30                                              | Jetje Diependaal-den Arend (1906–1943)                  |
| Meer afbeeldingen  | HIER WOONDE JOSEPH HUGO DIEPENDAAL GEB. 1923 GEDEPORTEERD 12-10-1942 UIT WESTERBORK VERMOORD 29-4-1945 DACHAU                                        | Floraliastraat 65                                         | Joseph Hugo Diependaal (1923–1945)                      |
| Meer afbeeldingen  | HIER WOONDE JOSEPH (JOPIE) DIEPENDAAL GEB. 1931 GEDEPORTEERD 8-6-1943 UIT WESTERBORK VERMOORD 11-6-1943 SOBIBOR                                      | Walstraat 30                                              | Joseph Diependaal (1931–1943)                           |
| Meer afbeeldingen  | HIER WOONDE PAULA EMELIA DIEPENDAAL GEB. 1932 GEDEPORTEERD 12-10-1942 UIT WESTERBORK VERMOORD 15-10-1942 AUSCHWITZ                                   | Floraliastraat 65                                         | Paula Emelia Diependaal (1932–1942)                     |
| Meer afbeeldingen  | HIER WOONDE SAMUEL ALBERT DIEPENDAAL GEB. 1926 GEDEPORTEERD 12-10-1942 UIT WESTERBORK VERMOORD 28-2-1943 AUSCHWITZ                                   | Floraliastraat 65                                         | Samuel Albert Diependaal (1926–1943)                    |
| Meer afbeeldingen  | HIER WOONDE SALOMON ARNOLD DIEPENDAAL GEB. 1936 GEDEPORTEERD 29-6-1943 UIT WESTERBORK VERMOORD 2-7-1943 SOBIBOR                                      | Walstraat 30                                              | Salomon Arnold Diependaal (1936–1943)                   |
| Meer afbeeldingen  | HIER WOONDE ALEXANDER VAN DIJK GEB. 1896 GEDEPORTEERD 23.10.1942 UIT WESTERBORK VERMOORD 1.5.1943 AUSCHWITZ                                          | Dr. Hermanslaan 8                                         | Alexander van Dijk (1896–1943)                          |
| Meer afbeeldingen  | HIER WOONDE IZAK PHILIP VAN DIJK GEB. 1930 GEDEPORTEERD 16-10-1942 UIT WESTERBORK VERMOORD 19-10-1942 AUSCHWITZ                                      | Heuvel 40 (nu Heuvel 14)                                  | Izak Philip van Dijk (1930–1942)                        |
| Meer afbeeldingen  | HIER WOONDE PHILIP JACQUES VAN DIJK GEB. 1938 GEDEPORTEERD 16-10-1942 UIT WESTERBORK VERMOORD 19-10-1942 AUSCHWITZ                                   | Heuvel 40 (nu Heuvel 14)                                  | Philip Jacques van Dijk (1938–1942)                     |
| Meer afbeeldingen  | HIER WOONDE LEONARD VAN DIJK GEB. 1895 GEDEPORTEERD 16-10-1942 UIT WESTERBORK VERMOORD 30-9-1943 AUSCHWITZ                                           | Heuvel 40 (nu Heuvel 14)                                  | Leonard van Dijk (1895–1943)                            |
| Meer afbeeldingen  | HIER WOONDE ROOSJE M. VAN DIJK- VAN VRIESLAND GEB. 1894 GEDEPORTEERD 16-10-1942 UIT WESTERBORK VERMOORD 19-10-1942 AUSCHWITZ                         | Heuvel 40 (nu Heuvel 14)                                  | Roosje Mathilda van Dijk-van Vriesland (1894–1942)      |
| Meer afbeeldingen  | HIER WOONDE LASZLO ZOLTAU EHRENTHAL GEB. 1920 GEDEPORTEERD 21-9-1942 UIT WESTERBORK VERMOORD 31-1-1943 AUSCHWITZ                                     | Kromstraat 2                                              | Laszlo Zoltau Ehrenthal (1920–1943)                     |
| Meer afbeeldingen  | HIER WOONDE EMILE BENJAMIN ELSBACH GEB. 1900 GEDEPORTEERD 10-10-1942 UIT MECHELEN VERMOORD 31-3-1943 BISMARCKHÜTTE/POLEN                             | Molenstraat 143                                           | Emile Benjamin Elsbach (1900–1943)                      |
| Meer afbeeldingen  | HIER WOONDE ISAAC ELSBACH GEB. 1864 GEDEPORTEERD 3-9-1944 UIT WESTERBORK VERMOORD 6-9-1944 AUSCHWITZ                                                 | Monsterstraat 6                                           | Isaac Elsbach (1864–1944)                               |
| Meer afbeeldingen  | HIER WOONDE RACHEL ELSBACH-DE ROOY GEB. 1867 GEDEPORTEERD 3-9-1944 UIT WESTERBORK VERMOORD 6-9-1944 AUSCHWITZ                                        | Monsterstraat 6                                           | Rachel Elsbach-De Rooij (1867–1944)                     |
| Meer afbeeldingen  | HIER WOONDE ANNA FÖRSTER- STAAL GEB. 1893 GEDEPORTEERD 25-5-1943 UIT WESTERBORK VERMOORD 28-5-1943 SOBIBOR                                           | Heuvel 88 (nu Hooghuisstraat 6)                           | Anna Förster-Staal (1893–1943)                          |
| Meer afbeeldingen  | HIER WOONDE ISRAEL FÖRSTER GEB. 1869 GEDEPORTEERD 25-5-1943 UIT WESTERBORK VERMOORD 28-5-1943 SOBIBOR                                                | Heuvel 88 (nu Hooghuisstraat 6)                           | Isreal Förster (1869–1943)                              |
| Meer afbeeldingen  | HIER WOONDE HENRIËTTE FRANK- OPPENHEIMER GEB. 1912 GEDEPORTEERD 9.10.1942 UIT WESTERBORK VERMOORD 12.10.1942 AUSCHWITZ                               | Spoorlaan 10                                              | Henriëtte Frank-Oppenheimer (1912–1942)                 |
| Meer afbeeldingen  | HIER WOONDE JULIUS MARCUS FRANK GEB. 1914 GEDEPORTEERD 9.10.1942 UIT WESTERBORK VERMOORD 31.1.1943 AUSCHWITZ                                         | Spoorlaan 10                                              | Julius Marcus Frank (1914–1943)                         |
| Meer afbeeldingen  | HIER WOONDE SARA BETTY FRANK GEB. 1939 GEDEPORTEERD 9.10.1942 UIT WESTERBORK VERMOORD 12.10.1942 AUSCHWITZ                                           | Spoorlaan 10                                              | Sara Betty Frank (1939–1942)                            |
| Meer afbeeldingen  | HIER WOONDE ANTJE FRESCO-HES GEB. 1890 GEDEPORTEERD 5.10.1942 UIT WESTERBORK VERMOORD 8.10.1942 AUSCHWITZ                                            | Spoorlaan 52                                              | Antje Fresco (1890–1942)                                |
| Meer afbeeldingen  | HIER WOONDE MARCUS FRESCO GEB. 1927 GEDEPORTEERD 5.10.1942 UIT WESTERBORK AUSCHWITZ VERMOORD 31.8.1943 MIDDEN-EUROPA                                 | Spoorlaan 52                                              | Marcus Fresco (1927–1943)                               |
| Meer afbeeldingen  | HIER WOONDE ROSINA FRESCO GEB. 1923 GEDEPORTEERD 3.9.1944 UIT WESTERBORK VERMOORD 6.9.1944 AUSCHWITZ                                                 | Spoorlaan 52                                              | Rosina Fresco (1923–1944)                               |
| Meer afbeeldingen  | HIER WOONDE SALOMON FRESCO GEB. 1891 GEDEPORTEERD 5.10.1942 UIT WESTERBORK VERMOORD 8.10.1942 AUSCHWITZ                                              | Spoorlaan 52                                              | Salomon Fresco (1891–1942)                              |
| Meer afbeeldingen  | HIER WOONDE JOHANNA GEISEL GEB. 1887 GEDEPORTEERD 3.9.1944 UIT WESTERBORK VERMOORD 6.9.1944 AUSCHWITZ                                                | Dr. Hermanslaan 3                                         | Johanna Geisel (1887–1944)                              |
| Meer afbeeldingen  | HIER WOONDE ABRAHAM VAN GELDER GEB. 1901 GEDEPORTEERD 3-6-1944 UIT WESTERBORK VERMOORD 14-4-1945 WÜSTEGIERSDORF                                      | Monseigneur van den Boerpark 6                            | Abraham van Gelder (1901–1945)                          |
| Meer afbeeldingen  | HIER WOONDE FLORENCE BERTHE VAN GELDER GEB. 1938 GEDEPORTEERD 13-7-1943 UIT WESTERBORK VERMOORD 16-7-1943 SOBIBOR                                    | Monseigneur van den Boerpark 6                            | Florence Berthe van Gelder (1938–1943)                  |
| Meer afbeeldingen  | HIER WOONDE SUZANNA VAN GELDER- VAN GELDER GEB. 1898 GEDEPORTEERD 13-7-1943 UIT WESTERBORK VERMOORD 16-7-1943 SOBIBOR                                | Monseigneur van den Boerpark 6                            | Suzanna van Gelder-van Gelder (1898–1943)               |
| Meer afbeeldingen  | HIER WOONDE BRUNO GERST GEB. 1878 GEDEPORTEERD 9-2-1878 UIT WESTERBORK VERMOORD 12-2-1943 AUSCHWITZ                                                  | Heuvel 81 (nu Hooghuisstraat 15)                          | Bruno Gerst (1878–1943)                                 |
| Meer afbeeldingen  | HIER WOONDE SIBILLE VAN DER GIESSEN- JANSEN GEB. 1858 GEDEPORTEERD 13.4.1943 UIT WESTERBORK VERMOORD 16.4.1943 SOBIBOR                               | Dr. Hermanslaan 7                                         | Sibille van der Giessen-Jansen (1858–1943)              |
| Meer afbeeldingen  | HIER WOONDE CLARA WILHELMINA GOLDSMID GEB. 1909 GEDEPORTEERD 8-6-1943 UIT WESTERBORK VERMOORD 11-6-1943 SOBIBOR                                      | Houtstraat 14                                             | Clara Wilhelmina Goldsmid (1909–1943)                   |
| Meer afbeeldingen  | HIER WOONDE JACOB GOLDSMID GEB. 1877 GEDEPORTEERD 11-5-1943 UIT WESTERBORK VERMOORD 14-5-1943 SOBIBOR                                                | Houtstraat 14                                             | Jacob Goldsmid (1877–1943)                              |
| Meer afbeeldingen  | HIER WOONDE REGINA GOLDSMID- VAN DIJK GEB. 1883 GEDEPORTEERD 11-5-1943 UIT WESTERBORK VERMOORD 14-5-1943 SOBIBOR                                     | Houtstraat 14                                             | Regina Goldsmid-van Dijk (1883–1943)                    |
| Meer afbeeldingen  | HIER WOONDE ANNA REGINA GRUNWERG GEB. 1938 GEDEPORTEERD 1-6-1943 UIT WESTERBORK VERMOORD 4-6-1943 SOBIBOR                                            | Rozenstraat 29                                            | Anna Regina Grunwerg (1938–1943)                        |
| Meer afbeeldingen  | HIER WOONDE GERSHON GRUNWERG GEB. 1934 GEDEPORTEERD 1-6-1943 UIT WESTERBORK VERMOORD 4-6-1943 SOBIBOR                                                | Rozenstraat 29                                            | Gershon Grunwerg (1934–1943)                            |
| Meer afbeeldingen  | HIER WOONDE GITTEL TAUBE GRUNWERG-ZIFFER GEB. 1909 GEDEPORTEERD 1-6-1943 UIT WESTERBORK VERMOORD 4-6-1943 SOBIBOR                                    | Rozenstraat 29                                            | Gittel Taube Grunwerg-Ziffer (1909–1943)                |
| Meer afbeeldingen  | HIER WOONDE MARKUS GRUNWERG GEB. 1903 GEDEPORTEERD 1-6-1943 UIT WESTERBORK VERMOORD 4-6-1943 SOBIBOR                                                 | Rozenstraat 29                                            | Markus Grunwerg (1903–1943)                             |
| Meer afbeeldingen  | HIER WOONDE SELMA GUTMAN GEB. 1879 GEDEPORTEERD 3-9-1944 UIT WESTERBORK VERMOORD 6-9-1944 AUSCHWITZ                                                  | Monsterstraat 6                                           | Selma Gutman (1879–1944)                                |
| Meer afbeeldingen  | HIER WOONDE ELEAZAR HAAGENS GEB. 1888 GEDEPORTEERD 25-5-1943 UIT WESTERBORK VERMOORD 28-5-1943 SOBIBOR                                               | Floraliastraat 3                                          | Eleazar Haagens (1888–1943)                             |
| Meer afbeeldingen  | HIER WOONDE JANSJE HAAGENS- BOEKBINDER GEB. 1888 GEDEPORTEERD 25-5-1943 UIT WESTERBORK VERMOORD 28-5-1943 SOBIBOR                                    | Floraliastraat 3                                          | Jansje Haagens-Boekbinder (1888–1943)                   |
| Meer afbeeldingen  | HIER WOONDE MARIANNE BERTHA HAAGENS-DIEPENDAAL GEB. 1922 GEDEPORTEERD 12-10-1942 UIT WESTERBORK VERMOORD 15-10-1942 AUSCHWITZ                        | Floraliastraat 65                                         | Marianne Bertha Haagens-Diependaal (1922–1942)          |
| Meer afbeeldingen  | HIER WOONDE SALOMON HAAGENS GEB. 1919 GEDEPORTEERD 12-10-1942 UIT WESTERBORK VERMOORD 28-2-1943 AUSCHWITZ                                            | Floraliastraat 3                                          | Salomon Haagens (1919–1943)                             |
| Meer afbeeldingen  | HIER WOONDE ABRAHAM EMANUEL HANOUWER GEB. 1918 GEDEPORTEERD 31-8-1942 UIT WESTERBORK VERMOORD 11-3-1943 FÜRSTENGRUBE/POLEN                           | Molenstraat 143                                           | Abraham Emanuel Hanouwer (1918–1943)                    |
| Meer afbeeldingen  | HIER WOONDE BENNO DEN HARTOG GEB. 1936 GEDEPORTEERD 16-10-1942 UIT WESTERBORK VERMOORD 19-10-1942 AUSCHWITZ                                          | Peperstraat 5                                             | Benno den Hartog (1936–1942)                            |
| Meer afbeeldingen  | HIER WOONDE CLARA ROZETTA DEN HARTOG GEB. 1920 GEDEPORTEERD 6-4-1943 UIT WESTERBORK VERMOORD 13-10-1943 SOBIBOR                                      | Molenstraat 69                                            | Clara Rozetta den Hartog (1920–1943)                    |
| Meer afbeeldingen  | HIER WOONDE ISAAC DEN HARTOG GEB. 1934 GEDEPORTEERD 16-10-1942 UIT WESTERBORK VERMOORD 19-10-1942 AUSCHWITZ                                          | Peperstraat 5                                             | Isaac den Hartog (1934–1942)                            |
| Meer afbeeldingen  | HIER WOONDE JULIA DEN HARTOG- ZILVERBERG GEB. 1899 GEDEPORTEERD 16-10-1942 UIT WESTERBORK VERMOORD 19-10-1942 AUSCHWITZ                              | Peperstraat 5                                             | Julia den Hartog-Zilverberg (1899–1942)                 |
| Meer afbeeldingen  | HIER WOONDE MARCUS JACOB DEN HARTOG GEB. 1925 GEDEPORTEERD 16-10-1942 UIT WESTERBORK VERMOORD 29-4-1945 DACHAU                                       | Peperstraat 5                                             | Marcus Jacob den Hartog (1925–1945)                     |
| Meer afbeeldingen  | HIER WOONDE MARGARETHA DEN HARTOG-HES GEB. 1909 GEDEPORTEERD 3-3-1944 UIT WESTERBORK VERMOORD 6-3-1944 AUSCHWITZ                                     | Kruisstraat 89                                            | Margaretha den Hartog-Hes (1909–1944)                   |
| Meer afbeeldingen  | HIER WOONDE NICO DEN HARTOG GEB. 1897 GEDEPORTEERD 16-10-1942 UIT WESTERBORK VERMOORD 19-3-1945 BUCHENWALD                                           | Peperstraat 5                                             | Nico den Hartog (1897–1945)                             |
| Meer afbeeldingen  | HIER WOONDE SIMON DEN HARTOG GEB. 1900 GEDEPORTEERD 3-3-1944 UIT WESTERBORK VERMOORD 6-3-1944 AUSCHWITZ                                              | Kruisstraat 89                                            | Simon den Hartog (1900–1944)                            |
| Meer afbeeldingen  | HIER WOONDE LEO HARTOGS GEB. 1878 GEDEPORTEERD 31.7.1944 VERMOORD 15.3.1945 BERGEN-BELSEN                                                            | Spoorlaan 80                                              | Leo Hartogs (1878–1945)                                 |
| Meer afbeeldingen  | HIER WOONDE ALBERT DAVID HES GEB. 1884 GEDEPORTEERD 11-5-1943 UIT WESTERBORK VERMOORD 14-5-1943 SOBIBOR                                              | Ridderstraat 58                                           | Albert David Hes (1884–1943)                            |
| Meer afbeeldingen  | HIER WOONDE ALEXANDER HES GEB. 1919 GEDEPORTEERD 4-9-1942 UIT WESTERBORK OVERLEDEN 31-3-1944 MIDDEN-EUROPA                                           | Heuvel 32 (nu Heuvel 6)                                   | Alexander Hes (1919–1944)                               |
| Meer afbeeldingen  | HIER WOONDE BETJE HES- PARFUMEUR GEB. 1899 GEDEPORTEERD 3-9-1944 UIT WESTERBORK VERMOORD 6-9-1944 AUSCHWITZ                                          | Heuvel 79 (nu Hooghuisstraat 13)                          | Betje Hes-Parfumeur (1899–1944)                         |
| Meer afbeeldingen  | HIER WOONDE EVA HES-VAN DIJK GEB. 1888 GEDEPORTEERD 11-5-1943 UIT WESTERBORK VERMOORD 14-5-1943 SOBIBOR                                              | Heuvel 32 (nu Heuvel 6)                                   | Eva Hes-van Dijk (1888–1943)                            |
| Meer afbeeldingen  | HIER WOONDE DAVID NATHAN HES GEB. 1883 GEDEPORTEERD 13.7.1943 UIT WESTERBORK VERMOORD 16.7.1943 SOBIBOR                                              | Dr. Hermanslaan 6                                         | David Nathan Hes (1883–1943)                            |
| Meer afbeeldingen  | HIER WOONDE DIA HELENE HES GEB. 1938 GEDEPORTEERD 3-9-1944 UIT WESTERBORK VERMOORD 6-9-1944 AUSCHWITZ                                                | Heuvel 79 (nu Hooghuisstraat 13)                          | Dia Helena Hes (1938–1944)                              |
| Meer afbeeldingen  | HIER WOONDE HENRI HES GEB. 1886 GEDEPORTEERD 11-5-1943 UIT WESTERBORK VERMOORD 14-5-1943 SOBIBOR                                                     | Heuvel 32 (nu Heuvel 6)                                   | Henri Hes (1886–1943)                                   |
| Meer afbeeldingen  | HIER WOONDE HENRIETTE DINA TRUUS HES GEB. 1936 GEDEPORTEERD 3-9-1944 UIT WESTERBORK VERMOORD 6-9-1944 AUSCHWITZ                                      | Heuvel 79 (nu Hooghuisstraat 13)                          | Henriette Dina Truus Hes (1936–1944)                    |
| Meer afbeeldingen  | HIER WOONDE HIJMAN LEMAN HES GEB. 1934 GEDEPORTEERD 3-9-1944 UIT WESTERBORK VERMOORD 6-9-1944 AUSCHWITZ                                              | Heuvel 79 (nu Hooghuisstraat 13)                          | Hijman Leman Hes (1934–1944)                            |
| Meer afbeeldingen  | HIER WOONDE HUGO DANIEL HES GEB. 1888 GEDEPORTEERD 3-9-1944 UIT WESTERBORK VERMOORD 6-9-1944 AUSCHWITZ                                               | Heuvel 79 (nu Hooghuisstraat 13)                          | Hugo Daniel Hes (1888–1944)                             |
| Meer afbeeldingen  | HIER WOONDE JEHUDAH JACOB LOUIS HES GEB. 1940 GEDEPORTEERD 3-9-1944 UIT WESTERBORK VERMOORD 6-9-1944 AUSCHWITZ                                       | Heuvel 79 (nu Hooghuisstraat 13)                          | Jehudah Jacob Louis Hes (1940–1944)                     |
| Meer afbeeldingen  | HIER WOONDE JOACHIM LEON HES GEB. 1922 GEDEPORTEERD 31-8-1942 UIT WESTERBORK VERMOORD 11-3-1943 FÜRSTENGRUBE PSZCYNA, POLEN                          | Molenstraat 69                                            | Joachim Leon Hes (1922–1943)                            |
| Meer afbeeldingen  | HIER WOONDE JOHANNA ELISE HES-PHILIPS GEB. 1892 GEDEPORTEERD 13.7.1943 UIT WESTERBORK VERMOORD 16.7.1943 AUSCHWITZ                                   | Dr. Hermanslaan 6                                         | Johanna Elise Hes-Philips (1892–1943)                   |
| Meer afbeeldingen  | HIER WOONDE LOUIS HES GEB. 1928 KINDERTRANSPORT VUGHT GEDEPORTEERD 8.6.1943 UIT WESTERBORK VERMOORD 11.6.1943 SOBIBOR                                | Dr. Hermanslaan 1                                         | Louis Hes (1928–1943)                                   |
| Meer afbeeldingen  | HIER WOONDE MAX CHARLES HES GEB. 1923 GEDEPORTEERD 31-8-1942 UIT WESTERBORK VERMOORD 11-3-1943 FÜRSTENGRUBE/POLEN                                    | Ridderstraat 58                                           | Max Charles Hes (1923–1943)                             |
| Meer afbeeldingen  | HIER WOONDE MEIJER HES GEB. 1899 GEDEPORTEERD 21.9.1943 UIT WESTERBORK VERMOORD 24.9.1943 AUSCHWITZ                                                  | Dr. Hermanslaan 1                                         | Meijer Hes (1899–1943)                                  |
| Meer afbeeldingen  | HIER WOONDE MIA JETTA SIENY HES GEB. 1931 GEDEPORTEERD 3-9-1944 UIT WESTERBORK VERMOORD 6-9-1944 AUSCHWITZ                                           | Heuvel 79 (nu Hooghuisstraat 13)                          | Mia Jetta Sienij Hes (1931–1944)                        |
| Meer afbeeldingen  | HIER WOONDE MICHEL HUGO HES GEB. 1921 GEDEPORTEERD 31-8-1942 UIT WESTERBORK VERMOORD 11-3-1943 FÜRSTENGRUBE/POLEN                                    | Ridderstraat 58                                           | Michel Hugo Hes (1921–1943)                             |
| Meer afbeeldingen  | HIER WOONDE ROSE-MARIE HES GEB. 1936 KINDERTRANSPORT VUGHT GEDEPORTEERD 8.6.1943 UIT WESTERBORK VERMOORD 11.6.1943 SOBIBOR                           | Dr. Hermanslaan 1                                         | Rose-Marie Hes (1936–1943)                              |
| Meer afbeeldingen  | HIER WOONDE ROSINA JETTA ANTJE HES GEB. 1933 GEDEPORTEERD 3-9-1944 UIT WESTERBORK VERMOORD 6-9-1944 AUSCHWITZ                                        | Heuvel 79 (nu Hooghuisstraat 13)                          | Rosina Jetta Antje Hes (1933–1944)                      |
| Meer afbeeldingen  | HIER WOONDE SALOMON MICHEL HES GEB. 1916 GEDEPORTEERD 31-8-1942 UIT WESTERBORK VERMOORD 30-11-1942 FÜRSTENGRUBE/POLEN                                | Ridderstraat 58                                           | Salomon Michel Hes (1916–1942)                          |
| Meer afbeeldingen  | HIER WOONDE SAMUEL ABRAHAM HES GEB. 1897 GEDEPORTEERD 19-10-1942 UIT WESTERBORK VERMOORD 28-2-1943 AUSCHWITZ                                         | Ridderstraat 41                                           | Samuel Abraham Hes (1897–1943)                          |
| Meer afbeeldingen  | HIER WOONDE SAMUËL ARON SALMIJ HES GEB. 1942 GEDEPORTEERD 3-9-1944 UIT WESTERBORK VERMOORD 6-9-1944 AUSCHWITZ                                        | Heuvel 79 (nu Hooghuisstraat 13)                          | Samuël Aaron Salmij Hes (1942–1944)                     |
| Meer afbeeldingen  | HIER WOONDE SAMUEL SIEGFRIED HES GEB. 1919 GEDEPORTEERD 31-8-1942 UIT WESTERBORK VERMOORD 11-3-1943 FÜRSTENGRUBE/POLEN                               | Ridderstraat 58                                           | Samuel Siegfried Hes (1919–1943)                        |
| Meer afbeeldingen  | HIER WOONDE SARA HES-SPEELMAN GEB. 1881 GEDEPORTEERD 11-5-1943 UIT WESTERBORK VERMOORD 14-5-1943 SOBIBOR                                             | Ridderstraat 58                                           | Sara Hes-Speelman (1881–1943)                           |
| Meer afbeeldingen  | HIER WOONDE TRUITJE HES- PARFUMEUR GEB. 1903 GEDEPORTEERD 8.6.1943 UIT WESTERBORK VERMOORD 11.6.1943 SOBIBOR                                         | Dr. Hermanslaan 1                                         | Truitje Hes-Parfumeur (1903–1943)                       |
| Meer afbeeldingen  | HIER WOONDE GITHA HIRNHEIMER- HIRNHEIMER GEB. 1862 GEDEPORTEERD 29-6-1943 UIT WESTERBORK VERMOORD 2-7-1943 SOBIBOR                                   | Ridderstraat 38                                           | Githa Hirnheimer-Hirnheimer (1862–1943)                 |
| Meer afbeeldingen  | HIER WOONDE ERNST ISRAEL HIRSCH GEB. 1916 GEDEPORTEERD 17-8-1944 UIT DRANCY VERMOORD 1-4-1945 BERGEN-BELSEN                                          | Heuvel 93 (nu Hooghuisstraat 27)                          | Ernst Israel Hirsch (1916–1945)                         |
| Meer afbeeldingen  | HIER WOONDE ALICE VAN DER HOEDEN GEB. 1913 GEDEPORTEERD 15-11-1943 UIT VUGHT VERMOORD 31-1-1944 AUSCHWITZ                                            | Linkensweg 15                                             | Alice van der Hoeden (1913–1944)                        |
| Meer afbeeldingen  | HIER WOONDE AARON BAREND DE JONG GEB. 1930 GEDEPORTEERD 25-5-1943 UIT WESTERBORK VERMOORD 28-5-1943 SOBIBOR                                          | Ridderstraat 29                                           | Aaron Barend de Jong (1930–1943)                        |
| Meer afbeeldingen  | HIER WOONDE FREDERIK DE JONG GEB. 1894 GEDEPORTEERD 25-5-1943 UIT WESTERBORK VERMOORD 28-5-1943 SOBIBOR                                              | Ridderstraat 29                                           | Frederik de Jong (1894–1943)                            |
| Meer afbeeldingen  | HIER WOONDE IZAK SALOMON DE JONG GEB. 1924 GEDEPORTEERD 31-8-1942 UIT WESTERBORK VERMOORD 11-3-1943 FÜRSTENGRUBE/POLEN                               | Ridderstraat 29                                           | Izak Salomon de Jong (1924–1943)                        |
| Meer afbeeldingen  | HIER WOONDE NATHAN MARTIN DE JONG GEB. 1929 GEDEPORTEERD 25-5-1943 UIT WESTERBORK VERMOORD 28-5-1943 SOBIBOR                                         | Ridderstraat 29                                           | Nathan Martin de Jong (1929–1943)                       |
| Meer afbeeldingen  | HIER WOONDE HENRIETTE ROSETTE DE JONG- VAN STRATEN GEB. 1890 GEDEPORTEERD 25-5-1943 UIT WESTERBORK VERMOORD 28-5-1943 SOBIBOR                        | Ridderstraat 29                                           | Henriëtte Rosette de Jong-van Straten (1890–1943)       |
| Meer afbeeldingen  | HIER WOONDE MARINUS HERMAN DE JONGH GEB. 1907 GEDEPORTEERD 7-8-1942 UIT WESTERBORK VERMOORD 30-9-1942 AUSCHWITZ                                      | Heuvel 93 (nu Hooghuisstraat 27)                          | Marinus Herman de Jongh (1907–1942)                     |
| Meer afbeeldingen  | HIER WOONDE MATHILDE KAHN- HIRNHEIMER GEB. 1893 GEDEPORTEERD 21-4-1943 UIT WESTERBORK VERMOORD 6-10-1944 AUSCHWITZ                                   | Molenstraat 80                                            | Mathilde Kahn-Hirnheimer (1893–1944)                    |
| Meer afbeeldingen  | HIER WOONDE NANNI KAHN GEB. 1884 GEDEPORTEERD 25-5-1943 UIT WESTERBORK VERMOORD 28-5-1943 SOBIBOR                                                    | Molenstraat 80                                            | Nanni Kahn (1884–1943)                                  |
| Meer afbeeldingen  | HIER WOONDE NATHAN GABRIEL KAHN GEB. 1927 GEDEPORTEERD 18-1-1944 UIT WESTERBORK VERMOORD 28-2-1945 MIDDEN-EUROPA                                     | Molenstraat 80                                            | Nathan Gabriel Kahn (1927–1945)                         |
| Meer afbeeldingen  | HIER WOONDE SIEGFRIED KAHN GEB. 1892 GEDEPORTEERD 21-4-1943 UIT WESTERBORK VERMOORD 30-9-1944 AUSCHWITZ                                              | Molenstraat 80                                            | Siegfried Kahn (1892–1944)                              |
| Meer afbeeldingen  | HIER WOONDE SUSE KAHN GEB. 1929 GEDEPORTEERD 18-1-1944 UIT WESTERBORK VERMOORD 28-2-1945 MIDDEN-EUROPA                                               | Molenstraat 80                                            | Suse Kahn Kahn (1929–1945)                              |
| Meer afbeeldingen  | HIER WOONDE ROSA KATZMAN-KATZ GEB. 1879 GEDEPORTEERD 24-11-1942 UIT WESTERBORK VERMOORD 27-11-1942 AUSCHWITZ                                         | Floraliastraat 65                                         | Rosa Katzmann-Katz (1879–1942)                          |
| Meer afbeeldingen  | HIER WOONDE FROUKJE KLEERMAKER GEB. 1892 GEDEPORTEERD 31-8-1942 UIT WESTERBORK VERMOORD 3-9-1942 AUSCHWITZ                                           | Katwijkstraat 38                                          | Froukje Kleermaker (1892–1942)                          |
| Meer afbeeldingen  | HIER WOONDE ESTHER KLEINKRAMER GEB. 1932 KINDERTRANSPORT VUGHT GEDEPORTEERD 8.6.1943 UIT WESTERBORK VERMOORD 11.6.1943 SOBIBOR                       | Dr. Hermanslaan 4                                         | Esther Kleinkramer (1932–1943)                          |
| Meer afbeeldingen  | HIER WOONDE IZAK KLEINKRAMER GEB. 1902 GEDEPORTEERD 19.10.1943 UIT WESTERBORK VERMOORD 31.3.1944 AUSCHWITZ                                           | Dr. Hermanslaan 4                                         | Izak Kleinkramer (1902–1944)                            |
| Meer afbeeldingen  | HIER WOONDE JETJE KLEINKRAMER- ROZENTHAL GEB. 1908 GEDEPORTEERD 8.6.1943 UIT WESTERBORK VERMOORD 11.6.1943 SOBIBOR                                   | Dr. Hermanslaan 4                                         | Jetje Kleinkramer-Rozenthal (1908–1943)                 |
| Meer afbeeldingen  | HIER WOONDE LEONARD KLEINKRAMER GEB. 1938 KINDERTRANSPORT VUGHT GEDEPORTEERD 8.6.1943 UIT WESTERBORK VERMOORD 11.6.1943 SOBIBOR                      | Dr. Hermanslaan 4                                         | Leonard Kleinkramer (1938–1943)                         |
| Meer afbeeldingen  | HIER WOONDE KARL ISRAEL KNOLLER GEB. 1919 GEDEPORTEERD 11-1-1944 UIT WESTERBORK VERMOORD 4-12-1944 BERGEN-BELSEN                                     | Walstraat 38                                              | Karl Knoller (1919–1944)                                |
| Meer afbeeldingen  | HIER WOONDE PAULA KNOLLER- NEURATH GEB.1880 GEDEPORTEERD 11-1-1944 UIT WESTERBORK VERMOORD 1-6-1944 BERGEN-BELSEN                                    | Walstraat 38                                              | Paula Knoller-Neurath (1880–1944)                       |
| Meer afbeeldingen  | HIER WOONDE SIMON KNOLLER GEB. 1883 GEDEPORTEERD 11-1-1944 UIT WESTERBORK VERMOORD 15-2-1945 BERGEN-BELSEN                                           | Walstraat 38                                              | Simon Knoller (1883–1945)                               |
| Meer afbeeldingen  | HIER WOONDE EVA JENNI KOBER-HAINAUER GEB. 1905 GEDEPORTEERD 18-1-1944 UIT WESTERBORK VERMOORD 21-10-1944 AUSCHWITZ                                   | Doelenstraat 19                                           | Eva Jenni Kober-Hainauer (1905–1944)                    |
| Meer afbeeldingen  | HIER WOONDE MARIANNE MIRIAM KOBER GEB. 1930 GEDEPORTEERD 18-1-1944 UIT WESTERBORK VERMOORD 21-10-1944 AUSCHWITZ                                      | Doelenstraat 19                                           | Marianne Miriam Kober (1930–1944)                       |
| Meer afbeeldingen  | HIER WOONDE MICHAEL WILLEM KOBER GEB. 1937 GEDEPORTEERD 18-1-1944 UIT WESTERBORK VERMOORD 21-10-1944 AUSCHWITZ                                       | Doelenstraat 19                                           | Michael Willem Kober (1937–1944)                        |
| Meer afbeeldingen  | HIER WOONDE RUTH MARGARETE KOBER GEB. 1933 GEDEPORTEERD 18-1-1944 UIT WESTERBORK VERMOORD 21-10-1944 AUSCHWITZ                                       | Doelenstraat 19                                           | Ruth Margarete Kober (1933–1944)                        |
| Meer afbeeldingen  | HIER WOONDE SALOMON KOBER GEB. 1903 GEDEPORTEERD 18-1-1944 UIT WESTERBORK VERMOORD 7-2-1945 MIDDEN-EUROPA                                            | Doelenstraat 19                                           | Salomon Kober (1903–1945)                               |
| Meer afbeeldingen  | HIER WOONDE ESTHER KOSTER- SILVERENBERG GEB. 1864 GEDEPORTEERD 3-9-1944 UIT WESTERBORK VERMOORD 6-9-1944 AUSCHWITZ                                   | Kazernestraat 6                                           | Esther Koster-Silverenberg (1864–1944)                  |
| Meer afbeeldingen  | HIER WOONDE ELSE LEESER GEB. 1900 GEDEPORTEERD 31-8-1942 UIT WESTERBORK VERMOORD 3-9-1942 AUSCHWITZ                                                  | Heuvel 88 (nu Hooghuisstraat 6)                           | Else Leeser (1900–1942)                                 |
| Meer afbeeldingen  | HIER WOONDE BETJE DE LEEUW- HAMBURGER GEB. 1883 GEDEPORTEERD 19-10-1942 UIT WESTERBORK VERMOORD 22-10-1942 AUSCHWITZ                                 | Kortfoortstraat 195 (nu tegenover 124)                    | Betje de Leeuw-Hamburger (1883–1942)                    |
| Meer afbeeldingen  | HIER WOONDE DAVID IZAAC DE LEEUW GEB. 1885 GEDEPORTEERD 19-10-1942 UIT WESTERBORK VERMOORD 22-10-1942 AUSCHWITZ                                      | Kortfoortstraat 195 (nu tegenover 124)                    | David Izaac de Leeuw (1885–1942)                        |
| Meer afbeeldingen  | HIER WOONDE JOHANNA DE LEEUW GEB. 1921 GEDEPORTEERD 19-10-1942 UIT WESTERBORK VERMOORD 22-10-1942 AUSCHWITZ                                          | Kortfoortstraat 195 (nu tegenover 124)                    | Johanna de Leeuw (1921–1942)                            |
| Meer afbeeldingen  | HIER WOONDE REBECCA SARA DE LEEUW GEB. 1924 GEDEPORTEERD 19-10-1942 UIT WESTERBORK VERMOORD 22-10-1942 AUSCHWITZ                                     | Kortfoortstraat 195 (nu tegenover 124)                    | Rebecca Sara de Leeuw (1924–1942)                       |
| Meer afbeeldingen  | HIER WOONDE LEVI VAN LEEUWEN GEB. 1878 GEDEPORTEERD 13-4-1943 UIT WESTERBORK VERMOORD 16-4-1943 SOBIBOR                                              | Koornstraat 3                                             | Levi van Leeuwen (1878–1943)                            |
| Meer afbeeldingen  | HIER WOONDE MINA VAN LEEUWEN- DE VRIES GEB. 1881 GEDEPORTEERD 13-4-1943 UIT WESTERBORK VERMOORD 16-4-1943 SOBIBOR                                    | Koornstraat 3                                             | Mina van Leeuwen-De Vries (1881–1943)                   |
| Meer afbeeldingen  | HIER WOONDE ROSETTA VAN LEEUWEN GEB. 1905 GEDEPORTEERD 13-4-1943 UIT WESTERBORK VERMOORD 16-4-1943 SOBIBOR                                           | Koornstraat 3                                             | Rosetta van Leeuwen (1905–1943)                         |
| Meer afbeeldingen  | HIER WOONDE KARL HANS LEVEN GEB. 1928 GEDEPORTEERD 31-8-1942 UIT WESTERBORK VERMOORD 3-9-1942 AUSCHWITZ                                              | Walplein 7                                                | Karl Hans Leven (1928–1942)                             |
| Meer afbeeldingen  | HIER WOONDE JANSJE MIETJE LEVERPOLL GEB. 1935 GEDEPORTEERD 16-10-1942 UIT WESTERBORK VERMOORD 19-10-1942 AUSCHWITZ                                   | Kruisstraat 66 (nu hoek Lievekamplaan bij Kruisstraat 35) | Jansje Mietje Leverpoll (1935–1942)                     |
| Meer afbeeldingen  | HIER WOONDE JETTA LEVERPOLL- VAN TIJN GEB. 1894 GEDEPORTEERD 16-10-1942 UIT WESTERBORK VERMOORD 19-10-1942 AUSCHWITZ                                 | Kruisstraat 66 (nu hoek Lievekamplaan bij Kruisstraat 35) | Jetta Leverpoll-van Tijn (1894–1942)                    |
| Meer afbeeldingen  | HIER WOONDE ROSA JANSJE LEVERPOLL GEB. 1932 GEDEPORTEERD 16-10-1942 UIT WESTERBORK VERMOORD 19-10-1942 AUSCHWITZ                                     | Kruisstraat 66 (nu hoek Lievekamplaan bij Kruisstraat 35) | Rosa Jansje Leverpoll (1932–1942)                       |
| Meer afbeeldingen  | HIER WOONDE SIMON LEVERPOLL GEB. 1892 GEDEPORTEERD 16-10-1942 UIT WESTERBORK VERMOORD 31-7-1943 BOBREK, POLEN                                        | Kruisstraat 66 (nu hoek Lievekamplaan bij Kruisstraat 35) | Simon Leverpoll (1892–1943)                             |
| Meer afbeeldingen  | HIER WOONDE SELMA LEVI GEB. 1886 GEDEPORTEERD 22-1-1943 UIT APELDOORN VERMOORD 25-1-1943 AUSCHWITZ                                                   | Ridderstraat 27                                           | Selma Levi (1886–1943)                                  |
| Meer afbeeldingen  | HIER WOONDE ABRAHAM 'DOLF' LEVITICUS GEB. 1882 GEVLUCHT IN DE DOOD 27-5-1940 HERTOGSWETERING OSS                                                     | Heuvel 81 (nu Hooghuisstraat 15)                          | Abraham Leviticus (1882–1940)                           |
| Meer afbeeldingen  | HIER WOONDE BERTHA LEVITICUS- WOUDSTRA GEB. 1883 GEDEPORTEERD 3-9-1944 UIT WESTERBORK VERMOORD 6-9-1944 AUSCHWITZ                                    | Heuvel 81 (nu Hooghuisstraat 15)                          | Bartha Leviticus-Woudstra (1883–1944)                   |
| Meer afbeeldingen  | HIER WOONDE DAVID MOZES LEVITICUS GEB. 1917 GEDEPORTEERD 31-8-1942 UIT WESTERBORK VERMOORD 11-3-1943 FÜRSTENGEBRUBE/POLEN                            | Heuvel 81 (nu Hooghuisstraat 15)                          | David Mozes Leviticus (1917–1943)                       |
| Meer afbeeldingen  | HIER WOONDE HENRIETTE BETSIJ LEVITICUS GEB. 1914 GEDEPORTEERD 31-8-1942 UIT WESTERBORK VERMOORD 3-9-1942 AUSCHWITZ                                   | Heuvel 81 (nu Hooghuisstraat 15)                          | Henriette Betsij Leviticus (1914–1942)                  |
| Meer afbeeldingen  | HIER WOONDE AMELIE LUCHS-LUCHS GEB. 1873 GEDEPORTEERD 13-4-1943 UIT WESTERBORK VERMOORD 16-4-1943 SOBIBOR                                            | Walplein 7                                                | Amalie Luchs-Luchs (1873–1943)                          |
| Meer afbeeldingen  | HIER WOONDE HERTA LUCHS GEB. 1902 GEDEPORTEERD 31-8-1942 UIT WESTERBORK VERMOORD 3-9-1942 AUSCHWITZ                                                  | Walplein 7                                                | Herta Luchs (1902–1942)                                 |
| Meer afbeeldingen  | HIER WOONDE ILSE MEIJER-GANS GEB. 1904 GEDEPORTEERD 31-8-1942 UIT WESTERBORK VERMOORD 3-9-1942 AUSCHWITZ                                             | Waldwarsstraat 6 (nu parkje tegenover Oostwal 192-194)    | Ilse Meijer-Gans (1904–1942)                            |
| Meer afbeeldingen  | HIER WOONDE JULIE MEIJER-HEIJMAN GEB. 1872 GEDEPORTEERD 13-4-1943 UIT WESTERBORK VERMOORD 16-4-1943 SOBIBOR                                          | Waldwarsstraat 6 (nu parkje tegenover Oostwal 192-194)    | Julie Meijer-Heijman (1872–1943)                        |
| Meer afbeeldingen  | HIER WOONDE ROBERT MEIJER GEB. 1901 GEDEPORTEERD 31-8-1942 UIT WESTERBORK VERMOORD 11-3-1943 FÜRSTENGRUBE/POLEN                                      | Waldwarsstraat 6 (nu parkje tegenover Oostwal 192-194)    | Robert Meijer (1901–1943)                               |
| Meer afbeeldingen  | HIER WOONDE ROSI HANNNA OCHS GEB. 1929 GEDEPORTEERD 4-5-1943 UIT WESTERBORK VERMOORD 7-5-1943 SOBIBOR                                                | Ridderstraat 38                                           | Rosi Hanna Ochs (1929–1943)                             |
| Meer afbeeldingen  | HIER WOONDE ERNST OPPENHEIMER GEB. 1922 GEDEPORTEERD 31.8.1942 UIT WESTERBORK AUSCHWITZ VERMOORD 31.1.1943 FÜRSTENGRUBE WESOLA, POLEN                | Spoorlaan 8                                               | Ernst Oppenheimer (1922–1943)                           |
| Meer afbeeldingen  | HIER WOONDE SELMA OPPENHEIMER GEB. 1908 GEDEPORTEERD 31.8.1942 UIT WESTERBORK VERMOORD 3.9.1942 AUSCHWITZ                                            | Spoorlaan 8                                               | Selma Oppenheimer (1908–1942)                           |
| Meer afbeeldingen  | HIER WOONDE ALBERT VAN OS GEB. 1920 GEDEPORTEERD 9.10.1942 UIT WESTERBORK VERMOORD 12.10.1942 AUSCHWITZ                                              | Spoorlaan 22                                              | Albert Alex van Os (1920–1942)                          |
| Meer afbeeldingen  | HIER WOONDE DINA VAN OS-HES GEB. 1887 GEDEPORTEERD 11.5.1943 UIT WESTERBORK VERMOORD 14.5.1943 SOBIBOR                                               | Spoorlaan 22                                              | Dina van Os-Hes (1887–1943)                             |
| Meer afbeeldingen  | HIER WOONDE HENRI MARC VAN OS GEB. 1912 GEDEPORTEERD 23.10.1942 UIT WESTERBORK AUSCHWITZ VERMOORD 31.1.1943 BLÄCHOWNIA, POLEN                        | Spoorlaan 22                                              | Henri Marc van Os (1912–1943)                           |
| Meer afbeeldingen  | HIER WOONDE ROOSJE VAN OS- SIMONS GEB. 1914 GEDEPORTEERD 6.7.1943 UIT WESTERBORK VERMOORD 9.7.1943 SOBIBOR                                           | Spoorlaan 22                                              | Roosje van Os-Simons (1914–1943)                        |
| Meer afbeeldingen  | HIER WOONDE ROSA ANNA VAN OS GEB. 1914 GEDEPORTEERD 9.10.1942 UIT WESTERBORK VERMOORD 12.10.1942 AUSCHWITZ                                           | Spoorlaan 22                                              | Rosa Anna van Os (1914–1942)                            |
| Meer afbeeldingen  | HIER WOONDE SEM VAN OS GEB. 1913 GEDEPORTEERD 6.7.1943 UIT WESTERBORK VERMOORD 9.7.1943 SOBIBOR                                                      | Spoorlaan 22                                              | Sem van Os (1913–1943)                                  |
| Meer afbeeldingen  | HIER WOONDE SIMON VAN OS GEB. 1881 GEDEPORTEERD 11.5.1943 UIT WESTERBORK VERMOORD 14.5.1943 SOBIBOR                                                  | Spoorlaan 22                                              | Simon van Os (1881–1943)                                |
| Meer afbeeldingen  | HIER WOONDE SONJA VAN OS GEB. 1923 GEDEPORTEERD 9.10.1942 UIT WESTERBORK VERMOORD 12.10.1942 AUSCHWITZ                                               | Spoorlaan 22                                              | Sonja van Os (1923–1942)                                |
| Meer afbeeldingen  | HIER WOONDE LEMAN HIJMAN PARFUMEUR GEB. 1860 GEDEPORTEERD 3.9.1944 UIT WESTERBORK VERMOORD 6.9.1944 AUSCHWITZ                                        | Spoorlaan 32                                              | Leman Hijman Parfumeur (1860–1944)                      |
| Meer afbeeldingen  | HIER WOONDE CARL PASSMANN GEB. 1905 GEDEPORTEERD 31-8-1942 UIT WESTERBORK VERMOORD 11-3-1943 FÜRSTENGRUBE/POLEN                                      | Schoolstraat 7                                            | Carl Passmann (1905–1943)                               |
| Meer afbeeldingen  | HIER WOONDE ERNA PASSMANN- WILLNER GEB. 1904 GEDEPORTEERD 31-8-1942 UIT WESTERBORK VERMOORD 3-9-1942 AUSCHWITZ                                       | Schoolstraat 7                                            | Erna Passmann-Willner (1904–1942)                       |
| Meer afbeeldingen  | HIER WOONDE HELGA PASSMANN GEB. 1931 GEDEPORTEERD 31-8-1942 UIT WESTERBORK VERMOORD 3-9-1942 AUSCHWITZ                                               | Schoolstraat 7                                            | Helga Passmann (1931–1942)                              |
| Meer afbeeldingen  | HIER WOONDE HERMANN PASSMANN GEB. 1929 GEDEPORTEERD 31-8-1942 UIT WESTERBORK VERMOORD 3-9-1942 AUSCHWITZ                                             | Schoolstraat 7                                            | Hermann Passmann (1929–1942)                            |
| Meer afbeeldingen  | HIER WOONDE JACOB PASSMANN GEB. 1878 GEDEPORTEERD 11-5-1943 UIT WESTERBORK VERMOORD 14-5-1943 SOBIBOR                                                | Schoolstraat 7                                            | Jacob Passmann (1878–1943)                              |
| Meer afbeeldingen  | HIER WOONDE LEVY PASSMANN GEB. 1884 GEDEPORTEERD 31-8-1942 UIT WESTERBORK VERMOORD 3-9-1942 AUSCHWITZ                                                | Schoolstraat 7                                            | Levy Passmann (1884–1942)                               |
| Meer afbeeldingen  | HIER WOONDE JOHANNA PASSMANN-ELSBACH GEB. 1881 GEDEPORTEERD 11-5-1943 UIT WESTERBORK VERMOORD 14-5-1943 SOBIBOR                                      | Schoolstraat 7                                            | Johanna Passmann-Elsbach (1881–1943)                    |
| Meer afbeeldingen  | HIER WOONDE JOHANNA ROZENTHAL-KÄHN GEB. 1871 GEDEPORTEERD 11.5.1943 UIT WESTERBORK VERMOORD 14.5.1943 SOBIBOR                                        | Dr. Hermanslaan 4                                         | Johanna Rozenthal-Kähn (1871–1943)                      |
| Meer afbeeldingen  | HIER WOONDE IRMA SCHWARZ-LEVI GEB. 1891 GEDEPORTEERD 31-7-1944 UIT WESTERBORK GESTORVEN 31-5-1945 BERGEN-BELSEN                                      | Ridderstraat 27                                           | Irma Schwarz-Levi (1891–1945)                           |
| Meer afbeeldingen' | HIER WOONDE RUDOLF SCHWARZ GEB. 1893 GEDEPORTEERD 31-8-1942 UIT WESTERBORK VERMOORD 11-3-1943 FÜRSTENGRUBE/POLEN                                     | Ridderstraat 27                                           | Rudolf Schwarz (1893–1943)                              |
| Meer afbeeldingen  | HIER WOONDE ROSA SILVERENBERG GEB. 1905 GEDEPORTEERD 31-8-1942 UIT WESTERBORK VERMOORD 3-9-1942 AUSCHWITZ                                            | Kazernestraat 6                                           | Rosa Silverenberg (1905–1942)                           |
| Meer afbeeldingen  | HIER WOONDE ALBERT EDUARD SNIJDERS VAN DRIEL GEB. 1931 GEDEPORTEERD 20-7-1943 UIT WESTERBORK VERMOORD 23-7-1943 SOBIBOR                              | Kruisstraat 89                                            | Albert Eduard Snijders van Driel (1931–1943)            |
| Meer afbeeldingen  | HIER WOONDE JOHANNA SNIJDERS VAN DRIEL-KAUFMAN GEB. 1899 GEDEPORTEERD 13-7-1943 UIT WESTERBORK VERMOORD 16-7-1943 SOBIBOR                            | Kruisstraat 89                                            | Johanna Snijders van Driel-Kaufman (1899–1943)          |
| Meer afbeeldingen  | HIER WOONDE MAX LEON SNIJDERS VAN DRIEL GEB. 1896 GEDEPORTEERD 20-7-1943 UIT WESTERBORK VERMOORD 23-7-1943 SOBIBOR                                   | Kruisstraat 89                                            | Max Leon Snijders van Driel (1896–1943)                 |
| Meer afbeeldingen  | HIER WOONDE FLORA SPEELMAN GEB. 1879 GEDEPORTEERD 11-5-1943 UIT WESTERBORK VERMOORD 14-5-1943 SOBIBOR                                                | Ridderstraat 58                                           | Flora Speelman (1879–1943)                              |
| Meer afbeeldingen  | HIER WOONDE HENRIETTA VAN SPIER- VAN LEEUWEN GEB. 1908 GEDEPORTEERD 6-7-1943 UIT WESTERBORK VERMOORD 9-7-1943 SOBIBOR                                | Koornstraat 3                                             | Henriette van Spier-Van Leeuwen (1908–1943)             |
| Meer afbeeldingen  | HIER WOONDE ROSALIA STAAL- FÖRSTER GEB. 1860 GEDEPORTEERD NAAR KAMP VUGHT OVERLEDEN 20-4-143 KAMP VUGHT                                              | Heuvel 88 (nu Hooghuisstraat 6)                           | Rosalia Staal-Förster (1860–1943)                       |
| Meer afbeeldingen  | HIER WOONDE EGON ARTHUR STEINER GEB. 1937 GEDEPORTEERD 31-8-1942 UIT WESTERBORK VERMOORD 3-9-1942 AUSCHWITZ                                          | Kortfoortstraat 46                                        | Egon Arthur Steiner (1937–1942)                         |
| Meer afbeeldingen  | HIER WOONDE ERNST MICHAEL STEINER GEB. 1904 GEDEPORTEERD 31-8-1942 UIT WESTERBORK VERMOORD 11-3-1943 FÜRSTENGRUBE PSZCYNA, POLEN                     | Kortfoortstraat 46                                        | Ernst Michael Steiner (1904–1943)                       |
| Meer afbeeldingen  | HIER WOONDE THERESIA STEINER-GANS GEB. 1907 GEDEPORTEERD 31-8-1942 UIT WESTERBORK VERMOORD 3-9-1942 AUSCHWITZ                                        | Kortfoortstraat 46                                        | Theresia Steiner-Gans (1907–1942)                       |
| Meer afbeeldingen  | HIER WOONDE JOHANNA VAN THIJN- GOLDSMID GEB. 1905 GEDEPORTEERD 15.11.1943 UIT WESTERBORK VERMOORD 31.1.1944 AUSCHWITZ                                | Dr. Hermanslaan 24                                        | Johanna van Thijn-Goldsmid (1905–1944)                  |
| Meer afbeeldingen  | HIER WOONDE SALOMON LEVI VAN THIJN GEB. 1902 GEDEPORTEERD 15.11.1943 UIT WESTERBORK VERMOORD 31.1.1944 AUSCHWITZ                                     | Dr. Hermanslaan 24                                        | Salomon Levi van Thijn (1902–1944)                      |
| Meer afbeeldingen  | HIER WOONDE HENRI TONCMAN GEB. 1921 GEDEPORTEERD 16-10-1942 UIT WESTERBORK VERMOORD 26-12-1944 BLECHHAMMER                                           | Kruisstraat 27                                            | Henri Toncman (1921–1944)                               |
| Meer afbeeldingen  | HIER WOONDE ALEXANDER DE VRIES GEB. 1920 GEDEPORTEERD 17-8-1942 UIT RIJKSWERKKAMP VERMOORD 30-9-1942 AUSCHWITZ                                       | Koornstraat 7                                             | Alexander de Vries (1920–1942)                          |
| Meer afbeeldingen  | HIER WOONDE ARON DE VRIES GEB. 1917 GEDEPORTEERD 31-8-1942 UIT WESTERBORK VERMOORD 11-3-1943 FÜRSTENGRUBE PSZCYNA, POLEN                             | Koornstraat 7                                             | Aron de Vries (1917–1943)                               |
| Meer afbeeldingen  | HIER WOONDE ELLA DE VRIES GEB. 1924 GEDEPORTEERD 31-8-1942 UIT WESTERBORK VERMOORD 3-9-1942 AUSCHWITZ                                                | Koornstraat 7                                             | Ella de Vries (1924–1942)                               |
| Meer afbeeldingen  | HIER WOONDE GANNA DE VRIES GEB. 1930 GEDEPORTEERD 31-8-1942 UIT WESTERBORK VERMOORD 3-9-1942 AUSCHWITZ                                               | Koornstraat 7                                             | Ganna de Vries (1930–1942)                              |
| Meer afbeeldingen  | HIER WOONDE ISRAËL DE VRIES GEB.1886 GEDEPORTEERD 31-8-1942 UIT WESTERBORK VERMOORD 3-9-1942 AUSCHWITZ                                               | Koornstraat 7                                             | Israël de Vries (1886–1942)                             |
| Meer afbeeldingen  | HIER WOONDE JACOB DE VRIES GEB. 1925 GEDEPORTEERD 16-10-1942 UIT WESTERBORK VERMOORD 10-5-1943 BOBREK, POLEN                                         | Floraliastraat 49                                         | Jacob de Vries (1925–1943)                              |
| Meer afbeeldingen  | HIER WOONDE JOSEPHINA DE VRIES GEB. 1933 GEDEPORTEERD 31-8-1942 UIT WESTERBORK VERMOORD 3-9-1942 AUSCHWITZ                                           | Koornstraat 7                                             | Josephina de Vries (1933–1942)                          |
| Meer afbeeldingen  | HIER WOONDE LAZARUS DE VRIES GEB. 1889 GEDEPORTEERD 16-10-1942 UIT WESTERBORK VERMOORD 19-10-1942 AUSCHWITZ                                          | Floraliastraat 49                                         | Lazarus de Vries (1889–1942)                            |
| Meer afbeeldingen  | HIER WOONDE MARCUS JACOB DE VRIES GEB. 1895 GEDEPORTEERD 12-10-1942 UIT WESTERBORK VERMOORD 28-2-1943 AUSCHWITZ                                      | Heuvel 93 (nu Hooghuisstraat 27)                          | Marcus Jacob de Vries (1895–1943)                       |
| Meer afbeeldingen  | HIER WOONDE MINA DE VRIES- DE VRIES GEB. 1892 GEDEPORTEERD 16-10-1942 UIT WESTERBORK VERMOORD 19-10-1942 AUSCHWITZ                                   | Floraliastraat 49                                         | Mina de Vries-de Vries (1892–1942)                      |
| Meer afbeeldingen  | HIER WOONDE SAMUEL DE VRIES GEB. 1922 GEDEPORTEERD 2-10-1942 UIT WESTERBORK VERMOORD 31-10-1943 SCHOPPENITZ/POLEN                                    | Floraliastraat 49                                         | Samuel de Vries (1922–1943)                             |
| Meer afbeeldingen  | HIER WOONDE SARA DE VRIES- DE BEER GEB. 1890 GEDEPORTEERD 31-8-1942 UIT WESTERBORK VERMOORD 3-9-1942 AUSCHWITZ                                       | Koornstraat 7                                             | Sara de Vries-de Beer (1890–1942)                       |
| Meer afbeeldingen  | HIER WOONDE SOPHIE DE VRIES GEB. 1883 GEDEPORTEERD 31.8.1942 UIT WESTERBORK VERMOORD 3.9.1942 AUSCHWITZ                                              | Dr. Hermanslaan 8                                         | Sophie de Vries (1883–1942)                             |
| Meer afbeeldingen  | HIER WOONDE PHILIP VAN VRIESLAND GEB. 1866 GEÏNTERNEERD 13.4.1943 WESTERBORK VERMOORD 16.4.1943 SOBIBOR                                              | Dr. Hermanslaan 4                                         | Philip van Vriesland (1866–1943)                        |
| Meer afbeeldingen  | HIER WOONDE HERMINE WILLNER-WEINBERG GEB. 1879 GEDEPORTEERD 3-9-1944 UIT WESTERBORK VERMOORD 6-9-1944 AUSCHWITZ                                      | Schoolstraat 7                                            | Hermine Willner-Weinberg (1879–1944)                    |
| Meer afbeeldingen  | HIER WOONDE ABRAHAM WOLF GEB. 1922 GEDEPORTEERD 26-10-1942 UIT WESTERBORK VERMOORD 28-2-1943 OMGEVING AUSCHWITZ                                      | Floraliastraat 56                                         | Abraham Wolf (1922–1943)                                |
| Meer afbeeldingen  | HIER WOONDE BERTHA WOLF- ANDRIESSE GEB. 1895 GEDEPORTEERD 25-5-1943 UIT WESTERBORK VERMOORD 28-5-1943 SOBIBOR                                        | Floraliastraat 56                                         | Bertha Wolf-Andriesse (1895–1943)                       |
| Meer afbeeldingen  | HIER WOONDE ESTELLA WOLF-HES GEB. 1915 GEDEPORTEERD 31.8.1942 UIT WESTERBORK VERMOORD 3.9.1942 AUSCHWITZ                                             | Dr. Hermanslaan 6                                         | Estella Wolf-Hes (1915–1942)                            |
| Meer afbeeldingen  | HIER WOONDE HERTOG NAPOLEON WOLF GEB. 1924 GEDEPORTEERD 15-11-1943 UIT VUGHT ERMOORD 31-8-1944 OMGEVING AUSCHWITZ                                    | Floraliastraat 56                                         | Hertog Napoleon Wolf (1924–1944)                        |
| Meer afbeeldingen  | HIER WOONDE JANSJE WOLF- VRIESLANDER GEB. 1887 GEDEPORTEERD 25-5-1943 UIT WESTERBORK VERMOORD 28-5-1943 SOBIBOR                                      | Ridderstraat 27                                           | Jansje Wolf-Vrieslander (1887–1943)                     |
| Meer afbeeldingen  | HIER WOONDE JOHANNA WOLF- KLEERMAKER GEB. 1896 GEDEPORTEERD 31-8-1942 UIT WESTERBORK VERMOORD 3-9-1942 AUSCHWITZ                                     | Katwijkstraat 38                                          | Johanna Wolf-Kleermaker (1896–1942)                     |
| Meer afbeeldingen  | HIER WOONDE LOUIS WOLF GEB. 1892 GEDEPORTEERD 25-5-1943 UIT WESTERBORK VERMOORD 28-5-1943 SOBIBOR                                                    | Floraliastraat 56                                         | Louis Wolf (1892–1943)                                  |
| Meer afbeeldingen  | HIER WOONDE MARTIN WOLF GEB. 1930 GEDEPORTEERD 31-8-1942 UIT WESTERBORK VERMOORD 3-9-1942 AUSCHWITZ                                                  | Katwijkstraat 38                                          | Martin Wolf (1930–1942)                                 |
| Meer afbeeldingen  | HIER WOONDE MICHEL WOLF GEB. 1928 GEDEPORTEERD 31-8-1942 UIT WESTERBORK VERMOORD 3-9-1942 AUSCHWITZ                                                  | Katwijkstraat 38                                          | Michel Wolf (1928–1942)                                 |
| Meer afbeeldingen  | HIER WOONDE MOZES WOLF GEB. 1888 GEDEPORTEERD 25-5-1943 UIT WESTERBORK VERMOORD 28-5-1943 SOBIBOR                                                    | Ridderstraat 27                                           | Mozes Wolf (1888–1943)                                  |
| Meer afbeeldingen  | HIER WOONDE NATHAN WOLF GEB. 1891 GEDEPORTEERD 31-8-1942 UIT WESTERBORK VERMOORD 11-3-1943 FÜRSTENGRUBE PSZCYNA, POLEN                               | Katwijkstraat 38                                          | Nathan Wolf (1891–1943)                                 |
| Meer afbeeldingen  | HIER WOONDE PHILIP WOLF GEB. 1916 GEDEPORTEERD 31-8-1942 UIT WESTERBORK VERMOORD 10-2-1945 DUITSLAND                                                 | Ridderstraat 27                                           | Philip Wolf (1916–1945)                                 |
| Meer afbeeldingen  | HIER WOONDE ROSA ELISABETH WOLF GEB. 1927 GEDEPORTEERD 25-5-1943 UIT WESTERBORK VERMOORD 28-5-1943 SOBIBOR                                           | Floraliastraat 56                                         | Rosa Elisabeth Wolf (1927–1943)                         |
| Meer afbeeldingen  | HIER WOONDE AGATHE BERTHA WOLFF GEB. 1931 GEDEPORTEERD 31-8-1942 UIT WESTERBORK VERMOORD 3-9-1942 AUSCHWITZ                                          | Molenstraat 78                                            | Agathe Bertha Wolff (1931–1942)                         |
| Meer afbeeldingen  | HIER WOONDE ANNETTE GEERTRUIDA WOLFF GEB. 1923 GEDEPORTEERD 6-7-1943 UIT WESTERBORK VERMOORD 9-7-1943 SOBIBOR                                        | Koornstraat 1                                             | Annette Geertruida Wolff (1923–1943)                    |
| Meer afbeeldingen  | HIER WOONDE ANTJE MATHILDA WOLFF-LEVIE GEB. 1889 GEDEPORTEERD 31-8-1942 UIT WESTERBORK VERMOORD 3-9-1942 AUSCHWITZ                                   | Molenstraat 78                                            | Antje Mathilda Wolff-Levie (1889–1942)                  |
| Meer afbeeldingen  | HIER WOONDE BETJE ESTER WOLFF GEB. 1924 GEDEPORTEERD 16-10-1942 UIT WESTERBORK VERMOORD 19-10-1942 AUSCHWITZ                                         | Walstraat 46 (nu Walstraat 48)                            | Bestje Ester Wolff (1924–1942)                          |
| Meer afbeeldingen  | HIER WOONDE CATO WOLFF- VAN BAAREN GEB. 1897 GEDEPORTEERD 16-10-1942 UIT WESTERBORK VERMOORD 19-10-1942 AUSCHWITZ                                    | Walstraat 46 (nu Walstraat 48)                            | Cato Wolff-van Baaren (1897–1942)                       |
| Meer afbeeldingen  | HIER WOONDE ELIAZAR JOSEPH WOLFF GEB. 1890 GEDEPORTEERD 31-8-1942 UIT WESTERBORK VERMOORD 3-9-1942 AUSCHWITZ                                         | Molenstraat 78                                            | Eliazar Joseph Wolff (1890–1942)                        |
| Meer afbeeldingen  | HIER WOONDE ISRAEL IZAAK WOLFF GEB. 1905 GEDEPORTEERD 31-8-1942 UIT WESTERBORK VERMOORD 11-3-1943 FÜRSTENGRUBE PSZCYNA, POLEN                        | Koornstraat 1                                             | Israel Izaak Wolff (1905–1943)                          |
| Meer afbeeldingen  | HIER WOONDE HARTOG ABRAHAM WOLFF GEB. 1928 GEDEPORTEERD 19-10-1942 UIT WESTERBORK VERMOORD 22-10-1942 AUSCHWITZ                                      | Koornstraat 1                                             | Hartog Abraham Wolff (1928–1942)                        |
| Meer afbeeldingen  | HIER WOONDE HENRIETTE WOLFF GEB. 1927 GEDEPORTEERD 16-10-1942 UIT WESTERBORK VERMOORD 19-10-1942 AUSCHWITZ                                           | Walstraat 46 (nu Walstraat 48)                            | Henriëtte Wolff (1927–1942)                             |
| Meer afbeeldingen  | HIER WOONDE LEENTJE WOLFF- BIERMAN GEB. 1896 GEDEPORTEERD 19-10-1942 UIT WESTERBORK VERMOORD 22-10-1942 AUSCHWITZ                                    | Koornstraat 1                                             | Leentje Wolff-Bierman (1896–1942)                       |
| Meer afbeeldingen  | HIER WOONDE LEVIE WOLFF GEB. 1896 GEDEPORTEERD 16-10-1942 UIT WESTERBORK VERMOORD 15-4-1943 ANNABERG/POLEN                                           | Walstraat 46 (nu Walstraat 48)                            | Levie Wolff (1896–1943)                                 |
| Meer afbeeldingen  | HIER WOONDE MANUEL WOLFF GEB. 1898 GEDEPORTEERD 19-10-1942 UIT WESTERBORK VERMOORD 28-2-1943 AUSCHWITZ                                               | Koornstraat 1                                             | Manuel Wolff (1898–1943)                                |
| Meer afbeeldingen  | HIER WOONDE MEIJER BENJAMIN WOLFF GEB. 1929 GEDEPORTEERD 31-8-1942 UIT WESTERBORK VERMOORD 3-9-1942 AUSCHWITZ                                        | Molenstraat 78                                            | Meijer Benjamin Wolff (1929–1942)                       |
| Meer afbeeldingen  | HIER WOONDE ROBERT HEIN WOLFF GEB. 1917 GEDEPORTEERD 16-7-1942 UIT WESTERBORK VERMOORD 18-8-1942 BIRKENAU                                            | Molenstraat 67                                            | Robert Hein Wolff (1917–1942)                           |
| Meer afbeeldingen  | HIER WOONDE EMMA GRETA ROSALINA ZILVERBERG GEB. 1942 GEDEPORTEERD 13-7-1943 UIT WESTERBORK VERMOORD 16-7-1943 SOBIBOR                                | Molenstraat 143                                           | Emma Greta Rosalina Zilverberg (1942–1943)              |
| Meer afbeeldingen  | HIER WOONDE HENRI ZILVERBERG GEB. 1912 GEDEPORTEERD 8-6-1943 UIT WESTERBORK VERMOORD 11-6-1943 SOBIBOR                                               | Molenstraat 143                                           | Henri Zilverberg (1912–1943)                            |
| Meer afbeeldingen  | HIER WOONDE HENRI WILLEM ZILVERBERG GEB. 1919 GEDEPORTEERD 16-10-1942 UIT WESTERBORK VERMOORD 31-3-1944 MIDDEN-EUROPA                                | Kruisstraat 36                                            | Henri Willem Zilverberg (1919–1944)                     |
| Meer afbeeldingen  | HIER WOONDE HENRIETTE ZILVERBERG-SCHAAP GEB. 1882 GEDEPORTEERD 11-5-1943 UIT WESTERBORK VERMOORD 14-5-1943 SOBIBOR                                   | Kruisstraat 36                                            | Henriette Zilverberg-Schaap (1882–1943)                 |
| Meer afbeeldingen  | HIER WOONDE ISIDOOR ZILVERBERG GEB. 1916 GEDEPORTEERD 30-10-1942 UIT WESTERBORK VERMOORD 31-3-1944 MIDDEN-EUROPA                                     | Kruisstraat 36                                            | Isidoor Zilverberg (1916–1944)                          |
| Meer afbeeldingen  | HIER WOONDE JOHANNA ZILVERBERG-PAGRACH GEB. 1914 GEDEPORTEERD 8-6-1943 UIT WESTERBORK VERMOORD 11-6-1943 SOBIBOR                                     | Peperstraat 8                                             | Johanna Zilverberg-Pagrach (1914–1943)                  |
| Meer afbeeldingen  | HIER WOONDE LEVIE ZILVERBERG GEB. 1869 GEDEPORTEERD 11-5-1943 UIT WESTERBORK VERMOORD 14-5-1943 SOBIBOR                                              | Boterstraat 12                                            | Levie Zilverberg (1869–1943)                            |
| Meer afbeeldingen  | HIER WOONDE MAURITS ZILVERBERG GEB. 1898 GEDEPORTEERD 16-10-1942 UIT WESTERBORK VERMOORD 31-8-1943 AUSCHWITZ                                         | Heuvel 86 (nu Hooghuisstraat 4)                           | Maurits Zilverberg (1898–1943)                          |
| Meer afbeeldingen  | HIER WOONDE MAURITS ZILVERBERG GEB. 1910 GEDEPORTEERD 16-11-1942 UIT WESTERBORK VERMOORD 22-3-1944 MIDDEN-EUROPA                                     | Peperstraat 8                                             | Maurits Zilverberg (1910–1944)                          |
| Meer afbeeldingen  | HIER WOONDE NATHAN ZILVERBERG GEB. 1901 GEDEPORTEERD 31-8-1942 UIT WESTERBORK VERMOORD 11-3-1943 FÜRSTENGRUBE/POLEN                                  | Heuvel 86 (nu Hooghuisstraat 4)                           | Nathan Zilverberg (1901–1943)                           |
| Meer afbeeldingen  | HIER WOONDE ROSA ZILVERBERG GEB. 1871 GEDEPORTEERD 11-5-1943 UIT WESTERBORK VERMOORD 14-5-1943 SOBIBOR                                               | Boterstraat 12                                            | Rosa Zilverberg (1871–1943)                             |
| Meer afbeeldingen  | HIER WOONDE ROSALINA ZILVERBERG GEB. 1942 GEÏNTERNEERD 1943 VUGHT OVERLEDEN 17-4-1943 VUGHT                                                          | Peperstraat 8                                             | Rosalina Zilverberg (1942–1943)                         |
| Meer afbeeldingen  | HIER WOONDE ROSETTA ZILVERBERG- VAN ZWANENBERGH GEB. 1917 GEDEPORTEERD 13-7-1943 UIT WESTERBORK VERMOORD 16-7-1943 SOBIBOR                           | Molenstraat 143                                           | Rosetta Zilverberg-Van Zwanenbergh (1917–1943)          |
| Meer afbeeldingen  | HIER WOONDE ALIDA VAN ZWANENBERG GEB. 1920 GEDEPORTEERD 31.8.1942 UIT WESTERBORK VERMOORD 3.9.1942 AUSCHWITZ                                         | Spoorlaan 48                                              | Alida van Zwanenberg (1920–1942)                        |
| Meer afbeeldingen  | HIER WOONDE ANTONETTA SOPHIE VAN ZWANENBERGH GEB. 1922 GEDEPORTEERD 8-6-1943 UIT WESTERBORK VERMOORD 11-6-1943 SOBIBOR                               | Hescheweg 22                                              | Antonetta Sophie van Zwanenbergh (1922–1943)            |
| Meer afbeeldingen  | HIER WOONDE GRIETJE MARIANNA VAN ZWANENBERGH- STOPPELMAN GEB. 1892 GEDEPORTEERD 23-3-1944 UIT WESTERBORK VERMOORD 26-3-1944 AUSCHWITZ                | Hescheweg 22                                              | Grietje Marianna van Zwanenbergh-Stoppelman (1892–1944) |
| Meer afbeeldingen  | HIER WOONDE LOUIS SIMON VAN ZWANENBERGH GEB. 1919 GEDEPORTEERD 26-10-1942 UIT WESTERBORK VERMOORD 28-2-1943 AUSCHWITZ                                | Hescheweg 22                                              | Louis Simon van Zwanenbergh (1919–1943)                 |
| Meer afbeeldingen  | HIER WOONDE SAMUËL VAN ZWANENBERGH GEB. 1888 GEDEPORTEERD 23-3-1944 UIT WESTERBORK VERMOORD 26-3-1944 AUSCHWITZ                                      | Hescheweg 22                                              | Samuël van Zwanenbergh (1888–1944)                      |

## Data van plaatsingen
- 23 juli 2011: Oss, op Dr. Hermanslaan, Goudmijnstraat, Spoorlaan
- 8 april 2014: Oss, op Boterstraat, Heuvel, Hooghuisstraat, Kazernestraat, Linkensweg, Molenstraat 78 en 80, Oostwal, Walplein
- 9 april 2014: Oss, op Doelenstraat, Houtstraat, Katwijkstraat, Kerkstraat, Koornstraat, Kortfoortstraat, Kromstraat, Kruisstraat, Monsterstraat, Peperstraat, Schoolstraat, Walstraat
- 10 april 2014: Oss, op Floraliastraat, Hescheweg, Kortfoortstraat, Mgr. van den Boerpark, Molenstraat 67, 69 en 143, Rozenstraat
- 11 april 2014: Oss, op Ridderstraat
- 1 december 2016: Geffen, op Dorpstraat 26
- 3 april 2025: Oss, twee Stolpersteine op Eikenboomgaard 2, Hooghuisstraat 15